# Copa do Brasil 2018
De Copa do Brasil 2018 was de 30e ditie van de Copa do Brasil en werd gespeeld van 30 januari tot 17 oktober. Cruzeiro volgde zichzelf op als kampioen.
Aan deze competitie nemen 91 teams mee die zich hadden gekwalificeerd via het winnen van de Staatkampioenschappen (70) of via de CBF-ranking (10), via deelname aan de Copa Libertadores 2017 (8) en de winnaars van de Copa do Nordeste 2017, Copa Verde 2017 en Série B 2017. Deze laatste drie en de deelnemers van de Copa Libertadores komen pas in actie vanaf de 1/8ste finale. 

## Competitieopzet
De Copa do Brasil is in zijn geheel opgezet volgens het knock-outsysteem. Dit betekent dat elk team in de eerste ronde aan één enkele tegenstander wordt gekoppeld. In een thuis- en een uitwedstrijd maken deze teams uit wie er naar de volgende ronde doorstroomt. In de volgende rondes herhaalt dit proces zich. In de eerste twee rondes worden geen heen- en terugwedstrijden meer gespeeld, maar slechts één wedstrijd. De club die het laagste geklasseerd staat op de CBF-ranking krijgt het thuisvoordeel, maar bij een eventueel gelijkspel gaat de uitploeg door. Verder heeft dit toernooi, als enige in Zuid-Amerika, de regel dat uitdoelpunten zwaarder tellen bij een gelijk totaal. De winnaar van de Copa do Brasil is geplaatst voor de Copa Libertadores.

## Deelnemers

### Staatscompetities
| Staat               | Club                            | Geklasseerd als                           |
| ------------------- | ------------------------------- | ----------------------------------------- |
| Acre                | Atlético Acreano                | Kampioen Staatscompetitie 2017            |
| Acre                | Rio Branco-AC                   | Vicekampioen Staatscompetitie 2017        |
| Alagoas             | CRB                             | Kampioen Staatscompetitie 2017            |
| Alagoas             | CSA                             | Vicekampioen Staatscompetitie 2017        |
| Alagoas             | ASA                             | 3º plaats Staatscompetitie 2017           |
| Amapá               | Santos-AP                       | Kampioen Staatscompetitie 2017            |
| Amazonas            | Manaus                          | Kampioen Staatscompetitie 2017            |
| Amazonas            | Nacional                        | Vicekampioen Staatscompetitie 2017        |
| Bahia               | Vitória                         | Kampioen Staatscompetitie 2017            |
| Bahia               | Fluminense de Feira             | 3º plaats Staatscompetitie 2017           |
| Bahia               | Vitória da Conquista            | 4º plaats Staatscompetitie 2017           |
| Ceará               | Ceará                           | Kampioen Staatscompetitie 2017            |
| Ceará               | Ferroviário                     | Vicekampioen Staatscompetitie 2017        |
| Ceará               | Floresta                        | Kampioen Copa Fares Lopes 2017            |
| Federaal District   | Brasiliense                     | Kampioen Metropolitano 2017               |
| Federaal District   | Ceilândia                       | Vicekampioen Metropolitano 2017           |
| Espírito Santo      | Atlético Itapemirim             | Kampioen Staatscompetitie 2017            |
| Goiás               | Goiás                           | Kampioen Staatscompetitie 2017            |
| Goiás               | Vila Nova                       | Vicekampioen Staatscompetitie 2017        |
| Goiás               | Aparecidense                    | 3º plaats Staatscompetitie 2017           |
| Maranhão            | Sampaio Corrêa                  | Kampioen Staatscompetitie 2017            |
| Maranhão            | Cordino                         | Vicekampioen Staatscompetitie 2017        |
| Mato Grosso         | Cuiabá                          | Kampioen Staatscompetitie 2017            |
| Mato Grosso         | Sinop                           | Vicekampioen Staatscompetitie 2017        |
| Mato Grosso         | União Rondonópolis              | Verving Dom Bosco, finalist Copa FMF 2017 |
| Mato Grosso do Sul  | Corumbaense                     | Kampioen Staatscompetitie 2017            |
| Mato Grosso do Sul  | Novo                            | Vicekampioen Staatscompetitie 2017        |
| Minas Gerais        |                                 |                                           |
| Atlético Mineiro    | Kampioen Staatscompetitie 2017  |                                           |
| URT                 | 4° plaats Staatscompetitie 2017 |                                           |
| Caldense            | 5º plaats Staatscompetitie 2017 |                                           |
| Uberlândia          | 6º plaats Staatscompetitie 2017 |                                           |
| Pará                | Paysandu                        | Kampioen Staatscompetitie 2017            |
| Pará                | Remo                            | Vicekampioen Staatscompetitie 2017        |
| Pará                | Independente                    | 3º plaats Staatscompetitie 2017           |
| Paraíba             | Botafogo-PB                     | Kampioen Staatscompetitie 2017            |
| Paraíba             | Treze                           | Vicekampioen Staatscompetitie 2017        |
| Paraná              | Coritiba                        | Kampioen Staatscompetitie 2017            |
| Paraná              | Atlético Paranaense             | Vicekampioen Staatscompetitie 2017        |
| Paraná              | Cianorte                        | 3º plaats Staatscompetitie 2017           |
| Pernambuco          | Sport do Recife                 | Kampioen Staatscompetitie 2017            |
| Pernambuco          | Salgueiro                       | Vicekampioen Staatscompetitie 2017        |
| Pernambuco          | Santa Cruz                      | 3º plaats Staatscompetitie 2017           |
| Piauí               | Altos                           | Kampioen Staatscompetitie 2017            |
| Piauí               | Parnahyba                       | Vicekampioen Staatscompetitie 2017        |
| Rio de Janeiro      | Fluminense                      | Vicekampioen Staatscompetitie 2017        |
| Rio de Janeiro      | Botafogo-RJ                     | 4º plaats Staatscompetitie 2017           |
| Rio de Janeiro      | Nova Iguaçu                     | 5º plaats Staatscompetitie 2017           |
| Rio de Janeiro      | Madureira                       | 6º plaats Staatscompetitie 2017           |
| Rio de Janeiro      | Boavista                        | Kampioen Copa Rio 2017                    |
| Rio Grande do Norte | ABC                             | Kampioen Staatscompetitie 2017            |
| Rio Grande do Norte | Globo                           | Vicekampioen Staatscompetitie 2017        |
| Rio Grande do Norte | América de Natal                | 3° plaats Staatscompetitie 2017           |
| Rio Grande do Sul   | Novo Hamburgo                   | Kampioen Staatscompetitie 2017            |
| Rio Grande do Sul   | Internacional                   | Vicekampioen Staatscompetitie 2017        |
| Rio Grande do Sul   | Caxias                          | 3º plaats Staatscompetitie 2017           |
| Rio Grande do Sul   | Aimoré                          | Vicekampioen Copa FGF 2017                |
| Rondônia            | Real Ariquemes                  | Kampioen Staatscompetitie 2017            |
| Roraima             | São Raimundo-RR                 | Kampioen Staatscompetitie 2017            |
| Santa Catarina      | Avaí                            | Vicekampioen Staatscompetitie 2017        |
| Santa Catarina      | Criciúma                        | 3º plaats Staatscompetitie 2017           |
| Santa Catarina      | Brusque                         | 4º plaats Staatscompetitie 2017           |
| Santa Catarina      | Atlético Tubarão                | Kampioen Copa Santa Catarina 2017         |
| São Paulo           | Ponte Preta                     | Vicekampioen Staatscompetitie 2017        |
| São Paulo           | São Paulo                       | 4º plaats Staatscompetitie 2017           |
| São Paulo           | Ituano                          | Kampioen Troféu do Interior 2017          |
| São Paulo           | São Caetano                     | Kampioen Série A2 2017                    |
| São Paulo           | Inter de Limeira                | Vicekampioen Copa Paulista 2017           |
| Sergipe             | Confiança                       | Kampioen Staatscompetitie 2017            |
| Sergipe             | Itabaiana                       | Vicekampioen Staatscompetitie 2017        |
| Tocantins           | Interporto                      | Kampioen Staatscompetitie 2017            |

### CBF-ranking
| Pos. | Club                | Punten |
| ---- | ------------------- | ------ |
| 19º  | Figueirense         | 7.555  |
| 20º  | Atlético Goianiense | 6.698  |
| 28º  | Paraná              | 5.244  |
| 30º  | Joinville           | 4.805  |
| 32º  | Náutico             | 4.532  |
| 33º  | Juventude           | 4.251  |
| 35º  | Bragantino          | 4.113  |
| 37º  | Oeste               | 3.817  |
| 38º  | Boa Esporte         | 3.761  |
| 40º  | Londrina            | 3.707  |

### Rechtstreeks gekwalificeerd voor de 1/8ste finale
| Staat              | Club            | Geklasseerd als                |
| ------------------ | --------------- | ------------------------------ |
| Bahia              | Bahia           | Kampioen Copa do Nordeste 2017 |
| Mato Grosso do Sul | Luverdense      | Kampioen Copa Verde 2017       |
| Minas Gerais       | Cruzeiro        | Kampioen Copa do Brasil 2017   |
| Minas Gerais       | América Mineiro | Kampioen Série B 2017          |
| Rio de Janeiro     | Flamengo        | 6º plaats Brasileirão 2017     |
| Rio de Janeiro     | Vasco da Gama   | 7º plaats Brasileirão 2017     |
| Rio Grande do Sul  | Grêmio          | Kampioen Libertadores 2017     |
| Santa Catarina     | Chapecoense     | 8º plaats Brasileirão 2017     |
| São Paulo          | Corinthians     | Campeão Brasileiro 2017        |
| São Paulo          | Palmeiras       | Vice-campeão Brasileiro 2017   |
| São Paulo          | Santos          | 3º plaats Brasileirão 2017     |

## Hoofdtoernooi

### Eerste ronde
80 clubs namen deel aan de eerste ronde. De clubs werden in groepen onderverdeeld volgens de CBF-ranking en zo tegen elkaar uitgeloot. Het team dat lager gerangschikt stond kreeg het thuisvoordeel, maar in geval van gelijkspel ging het hoger gerangschikte team automatisch door naar de volgende ronde. 
| Team #1              | Score. | Team #2             |
| -------------------- | ------ | ------------------- |
| Caxias               | 0 - 0  | Atlético Paranaense |
| Atlético Tubarão     | 2 - 0  | América de Natal    |
| Brusque              | 0 - 1  | Ceará               |
| Real Ariquemes       | 0 - 1  | Londrina            |
| Boavista             | 1 - 1  | Internacional       |
| Atlético Itapemirim  | 0 - 2  | Remo                |
| São Caetano          | 1 - 1  | Criciúma            |
| Cianorte             | 2 - 0  | ABC                 |
| Caldense             | 0 - 1  | Fluminense          |
| Novo                 | 2 - 3  | Salgueiro           |
| Ceilândia            | 2 - 3  | Avaí                |
| Interporto           | 0 - 0  | Juventude           |
| Parnahyba            | 1 - 1  | Coritiba            |
| Uberlândia           | 2 - 0  | Ituano              |
| Sinop                | 0 - 1  | Goiás               |
| Vitória da Conquista | 0 - 0  | Boa Esporte         |
| Nacional             | 0 - 0  | Ponte Preta         |
| Inter de Limeira     | 1 - 0  | Rio Branco          |
| URT                  | 1 - 1  | Paraná              |
| Independente         | 0 - 1  | Sampaio Corrêa      |
| Madureira            | 0 - 1  | São Paulo           |
| Manaus               | 2 - 2  | CSA                 |
| Novo Hamburgo        | 2 - 1  | Paysandu            |
| União Rondonópolis   | 1 - 3  | CRB                 |
| Globo                | 0 - 2  | Vitória             |
| Corumbaense          | 1 - 0  | ASA                 |
| Altos                | 2 - 1  | Atlético Goainiense |
| Nova Iguaçu          | 1 - 1  | Bragantino          |
| Atlético Acreano     | 1 - 1  | Atlético Mineiro    |
| Floresta             | 0 - 2  | Botafogo-PB         |
| Treze                | 0 - 2  | Figueirense         |
| Brasiliense          | 1 - 1  | Oeste               |
| Santos-AP            | 1 - 2  | Sport               |
| Ferroviário          | 2 - 1  | Confiança           |
| Itabaiana            | 0 - 1  | Joinville           |
| São Raimundo-RR      | 0 - 1  | Vila Nova           |
| Aparecidense         | 2 - 1  | Botafogo FR         |
| Aimoré               | 1 - 2  | Cuiabá              |
| Fluminense de Feira  | 2 - 0  | Santa Cruz          |
| Cordino              | 1 - 1  | Náutico             |

### Tweede ronde
In geval van gelijkspel worden er strafschoppen genomen, tussen haakjes weergegeven. 
| Team #1             | Score.      | Team #2             |
| ------------------- | ----------- | ------------------- |
| Atlético Paranaense | 5 - 4       | Atlético Tubarão    |
| Londrina            | 1 - 2       | Ceará               |
| Remo                | 1 - 2       | Internacional       |
| Criciúma            | 1 - 1 (4-5) | Cianorte            |
| Fluminense          | 5 - 0       | Salgueiro           |
| Juventude           | 0 - 2       | Avaí                |
| Uberlândia          | 0 - 2       | Coritiba            |
| Goiás               | 0 - 0 (6-5) | Boa Esporte         |
| Ponte Preta         | 1 - 0       | Inter de Limeira    |
| Sampaio Corrêa      | 1 - 0       | Paraná              |
| CSA                 | 0 - 2       | São Paulo           |
| Novo Hamburgo       | 1 - 1 (3-4) | CRB                 |
| Vitória             | 3 - 0       | Corumbaense         |
| Bragantino          | 1 - 0       | Altos               |
| Botafogo-PB         | 0 - 4       | Atlético Mineiro    |
| Figueirense         | 2 - 1       | Oeste               |
| Sport               | 3 - 3 (3-4) | Ferroviário         |
| Vila Nova           | 2 - 2 (4-2) | Joinville           |
| Cuiabá              | 3 - 1       | Aparecidense        |
| Náutico             | 0 - 1       | Fluminense de Feira |

### Derde ronde
In geval van gelijkspel worden er strafschoppen genomen, tussen haakjes weergegeven.
| Team #1             | Tot.        | Team #2          | 1ste wed | 2de wed |
| ------------------- | ----------- | ---------------- | -------- | ------- |
| Atlético Paranaense | 1 - 1 (6-5) | Ceará            | 0 - 0    | 1 - 1   |
| Internacional       | 4 - 0       | Cianorte         | 2 - 0    | 2 - 0   |
| Fluminense          | 1 - 3       | Avaí             | 1 - 2    | 0 - 1   |
| Goiás               | 2 - 1       | Coritiba         | 1 - 0    | 1 - 1   |
| Ponte Preta         | 0 - 0 (5-3) | Sampaio Corrêa   | 0 - 0    | 0 - 0   |
| São Paulo           | 5 - 0       | CRB              | 2 - 0    | 3 - 0   |
| Bragantino          | 1 - 3       | Vitória          | 1 - 0    | 0 - 3   |
| Figueirense         | 2 - 2 (2-4) | Atlético Mineiro | 0 - 1    | 2 - 1   |
| Ferroviário         | 2 - 1       | Vila Nova        | 1 - 1    | 1 - 0   |
| Náutico             | 3 - 1       | Cuiabá           | 2 - 1    | 1 - 0   |

### Vierde ronde
In geval van gelijkspel worden er strafschoppen genomen, tussen haakjes weergegeven.
| Team #1             | Tot.        | Team #2     | 1ste wed | 2de wed |
| ------------------- | ----------- | ----------- | -------- | ------- |
| Ponte Preta         | 3 - 1       | Náutico     | 3 - 0    | 0 - 1   |
| Atlético Paranaense | 4 - 3       | São Paulo   | 2 - 1    | 2 - 2   |
| Avaí                | 2 - 4       | Goiás       | 2 - 2    | 0 - 2   |
| Internacional       | 2 - 2 (3-4) | Vitória     | 2 - 1    | 0 - 1   |
| Atlético Mineiro    | 6 - 2       | Ferroviário | 4 - 0    | 2 - 2   |

### 1/8 finale
In de 1/8ste finale stroomden de 11 reeds geplaatste teams ook in. De teams werden over twee potten verdeeld, in pot 1 zaten de clubs die aan de Copa Libertadores deelgenomen hadden en in pot 2 de andere drie reeds geplaatste teams en de vijf winnaars van de vierde ronde.
| Team #1             | Tot.        | Team #2       | 1ste wed | 2de wed |
| ------------------- | ----------- | ------------- | -------- | ------- |
| Atlético Mineiro    | 0 - 0 (3-4) | Chapecoense   | 0 - 0    | 0 - 0   |
| Atlético Paranaense | 2 - 3       | Cruzeiro      | 1 - 2    | 1 - 1   |
| Bahia               | 3 - 2       | Vasco da Gama | 3 - 0    | 0 - 2   |
| Goiás               | 1 - 5       | Grêmio        | 0 - 2    | 1 - 3   |
| Vitória             | 1 - 3       | Corinthians   | 0 - 0    | 1 - 3   |
| América Mineiro     | 2 - 3       | Palmeiras     | 1 - 2    | 1 - 1   |
| Ponte Preta         | 0 - 1       | Flamengo      | 0 - 1    | 0 - 0   |
| Santos              | 6 - 3       | Luverdense    | 5 - 1    | 1 - 2   |

### Laatste 8
De acht winnaars van de vorige ronde worden opnieuw in één pot tegen elkaar uitgeloot, ook de verdere confrontaties liggen zo vast. 
|  | kwartfinale | kwartfinale | kwartfinale | kwartfinale |   |           | halve finale | halve finale | halve finale | halve finale |  |          | finale | finale | finale | finale |  |  |
|  |             |             |             |             |   |           |              |              |              |              |  |          |        |        |        |        |  |  |
|  | Bahia       | 0           | 0           | 0           |   |           |              |              |              |              |  |          |        |        |        |        |  |  |
|  | Palmeiras   | 0           | 1           | 1           |   |           |              |              |              |              |  |          |        |        |        |        |  |  |
|  | Palmeiras   | 0           | 1           | 1           |   | Palmeiras | 0            | 1            | 1            |              |  |          |        |        |        |        |  |  |
|  |             |             |             |             |   | Palmeiras | 0            | 1            | 1            |              |  |          |        |        |        |        |  |  |
|  |             | Cruzeiro    | 1           | 1           | 2 |           |              |              |              |              |  |          |        |        |        |        |  |  |
|  | Santos      | Cruzeiro    | 1           | 1           | 2 | 0         | 2            | 2 (0)        |              |              |  |          |        |        |        |        |  |  |
|  | Santos      |             |             |             |   | 0         | 2            | 2 (0)        |              |              |  |          |        |        |        |        |  |  |
|  | Cruzeiro    | 1           | 1           | 2 (3)       |   |           |              |              |              |              |  |          |        |        |        |        |  |  |
|  | Cruzeiro    | 1           | 1           | 2 (3)       |   |           |              |              |              |              |  | Cruzeiro | 1      | 2      | 3      |        |  |  |
|  |             |             |             |             |   |           |              |              |              |              |  | Cruzeiro | 1      | 2      | 3      |        |  |  |
|  |             | Corinthians | 0           | 1           | 1 |           |              |              |              |              |  |          |        |        |        |        |  |  |
|  | Grêmio      | Corinthians | 0           | 1           | 1 | 1         | 0            | 1            |              |              |  |          |        |        |        |        |  |  |
|  | Grêmio      |             |             |             |   | 1         | 0            | 1            |              |              |  |          |        |        |        |        |  |  |
|  | Flamengo    | 1           | 1           | 2           |   |           |              |              |              |              |  |          |        |        |        |        |  |  |
|  | Flamengo    | 1           | 1           | 2           |   | Flamengo  | 0            | 1            | 1            |              |  |          |        |        |        |        |  |  |
|  |             |             |             |             |   | Flamengo  | 0            | 1            | 1            |              |  |          |        |        |        |        |  |  |
|  |             | Corinthians | 0           | 2           | 2 |           |              |              |              |              |  |          |        |        |        |        |  |  |
|  | Corinthians | Corinthians | 0           | 2           | 2 | 1         | 1            | 2            |              |              |  |          |        |        |        |        |  |  |
|  | Corinthians |             |             |             |   | 1         | 1            | 2            |              |              |  |          |        |        |        |        |  |  |
|  | Chapecoense | 0           | 0           | 0           |   |           |              |              |              |              |  |          |        |        |        |        |  |  |

1989 · 1990 · 1991 · 1992 · 1993 · 1994 · 1995 · 1996 · 1997 · 1998 · 1999 · 2000 · 2001 · 2002 · 2003 · 2004 · 2005 · 2006 · 2007 · 2008 · 2009 · 2010 · 2011 · 2012 · 2013 · 2014 · 2015 · 2016 · 2017 · 2018 · 2019 · 2020 · 2021 · 2022 · 2023 · 2024 · 2025